# Тиранчик-довгохвіст колумбійський
Тира́нчик-довгохві́ст колумбійський (Mecocerculus stictopterus) — вид горобцеподібних птахів родини тиранових (Tyrannidae). Мешкає в Андах.

## Підвиди
Виділяють три підвиди:

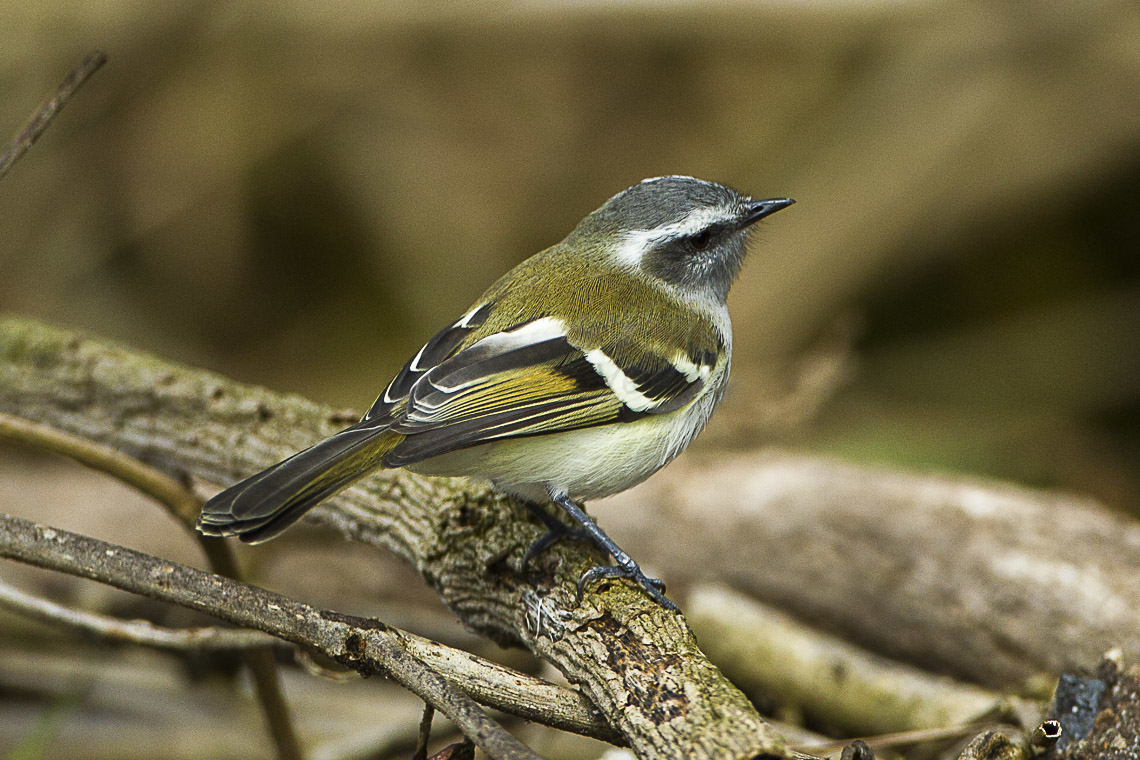
Колумбійський тиранчик-довгохвіст

- M. s. albocaudatus Phelps & Gilliard, 1941 — Кордильєра-де-Мерида (північно-західна Венесуела);
- M. s. stictopterus (Sclater, PL, 1859) — Анди в Колумбії, Еквадорі та на півночі Перу;
- M. s. taeniopterus Cabanis, 1874 — Анди на південному сході Перу та на заході Болівії (Ла-Пас, Кочабамба).

## Поширення і екологія
Колумбійські тиранчики-довгохвости мешкають у Венесуелі, Колумбії, Еквадорі, Перу і Болівії. Вони живуть у вологих гірських тропічних лісах та у високогірних чагарникових заростях. Зустрічаються на висоті від 1900 до 3600 м над рівнем моря.